# Мартинівське (заповідне урочище)
Марти́нівське — заповідне урочище в Україні. Розташоване в межах Заставнівського району Чернівецької області, на південний захід від села Чорний Потік. 
Площа 26 га. Статус надано згідно з рішенням облвиконкому від 30.05.1979 року № 198. Перебуває у віданні Чорнопотіцької сільської ради. 
Статус надано з метою збереження місць зростання степової рослинності на схилах долини річки Чорний Потік і на її правобережних скельних виступах. Тут виявлено 9 видів, занесених в Червону книгу України, зокрема сон великий, ковила волосиста та інші рідкісні для Буковини степові рослини.